# Carex lonchocarpa
Carex lonchocarpa är en halvgräsart som beskrevs av Carl Ludwig von Willdenow och Spreng.. Carex lonchocarpa ingår i släktet starrar, och familjen halvgräs. Inga underarter finns listade i Catalogue of Life.